# علم الأرض البنيوي
الجيولوجيا البنيوية أو الجيولوجيا التركيبية أو الجيولوجيا الهيكلية (بالإنجليزية: Structural geology)‏ هو علم الدراسة ثلاثية الأبعاد لتوزيع الصخور أخذًا في الاعتبار تاريخ تشكلها. الهدف الأساسي من الجيولوجيا البنيوية هو استخدام قياسات الصخور في الوقت الحاضر للكشف عن المعلومات عن تاريخ تشكل الصخور، ولفهم التطور البنيوي لمنطقة معينة وتشكل صخورها نتيجة تكتونية الصفائح.
الجيولوجيا البنيوية تدرس أنواع التشوهات في القشرة الأرضية مثل الفوالق أو الصدوع والتي تتألف من ثلاثة أنواع:
1-فالق عادي: حيث تنزلق الطبقة الصخرية باتجاه الأسفل على سطح صخري يسمى مرآة الصدع
2- فالق مقلوب: حيث تنزلق الطبقة الصخرة باتجاه الأعلى ويسمى أيضا فالق معكوس
3- فالق انزياحي حيث تنزاح الطبقة الصخرية بشكل موازي للطبقة المقابلة لها أي لا تصعد للأعلى أو للأسفل
ومن أسباب الفوالق قوى الضغط وقوى الشد التي تطبق إجهادا على صخور القشرة الأرضية القاسية فتسبب كسرها
وتدرس أيضا الطيات حيث تتعدد انواعها:
الطية المقلوبة، الطية النائمة، الطية العادية، الطية القائمة.